# Mimandria cataractae
Mimandria cataractae là một loài bướm đêm trong họ Geometridae.